# Аспазия Ания Регила
Вижте пояснителната страница за други личности с името Тертула.
Аспазия Ания Регила (на латински: Aspasia Annia Regilla; на гръцки: Ἀσπασία Ἄννια Ῥήγιλλα; * 125; † 160), пълно име Апия Ания Регила Атилия Кавцидия Тертула (на латински: Appia Annia Regilla Atilia Caucidia Tertulla) е римска аристократка от 2 век.
Произлиза от фамилията Ании. Тя е дъщеря на Апий Аний Требоний Гал и Атилия Кавцидия Тертула. Баща ѝ e консул през 139 г. и роднина на император Марк Аврелий. Сестра е на Апий Аний Атилий Брадуа (консул 160 г.).
Омъжва се през 139 г. за прочутия грък Ирод Атик (консул 143 г.). Регила е на 14, Атик на 40 години. Тя получава от Аний Гал голяма зестра, с която построяват вила на Виа Апиа до Рим. След няколко години те с децата си се местят в Атина.
Майка е на:
- син, Клавдий – роден и умрял през 141 г.
- дъщеря, Елпинице – родена като Annia Claudia Atilia Regilla Elpinice Agrippina Atria Polla (142 – 165)
- дъщеря, Athenais – родена като Marcia Annia Claudia Alcia Athenais Gavidia Latiaria(143 – 161)
- син, Тиберий Клавдий Брадуа Атик – (* 145), консул 185 г.
- син, Регил – роден като Tiberius Claudius Herodes Lucius Vibullius Regillus (150 – 155)
- дете без име, умира с Регила или 3 месеца по-късно през 160 г.